# Sainte-Rita
Pour la sainte catholique, voir Rita de Cascia.
Sainte-Rita est une municipalité située dans la municipalité régionale de comté des Basques dans la région administrative du Bas-Saint-Laurent au Québec (Canada). Jusqu'en 1963, elle portait le nom de Raudot.

## Toponymie
La municipalité reprend le nom de la paroisse fondée en 1910. Cela dit, de 1910 à 1924, la paroisse portait le nom de « Sainte-Philomène-de-Raudot » avant d'adopter son nom actuel. Le nom de « Sainte-Rita » fait référence à Sainte Rita qui a été canonisée à la même époque que l'endroit où se situe la municipalité a commencé à être colonisé.
Au moment de sa création en 1948, la municipalité portait le nom de « Raudot ». Ce nom faisait référence à Jacques Raudot et à Antoine-Denis Raudot, tous deux intendants de la Nouvelle-France. Il était reprit du nom du canton de Raudot dans lequel se situe la municipalité,. Le nom actuel a été adopté en 1963.
L'endroit a été surnommé « Labyrinthe » et « Biringue » à cause de la route zigzaguante qui y mène.

## Histoire
En 1910, la mission de Sainte-Philomène-de-Raudot est fondée,. Le premier desservant résidant est Alexis April. Lors de son érection canoniquement, le 15 mars 1924, elle change de nom pour celui de « Sainte-Rita » à la demande du curé de l'épqoue,. La même année, une chapelle-école est construite. Le premier curé est Joseph Lauzier. Les registres paroissiaux sont ouvertes depuis le 15 octobre 1929,.
En 1937, l'église actuelle est construite. En 1948, la municipalité de Raudot est créée. En 1963, la municipalité adopte son nom actuel, « Sainte-Rita ».

## Géographie
La municipalité se situe à 32 km au sud-est de Trois-Pistoles près de Saint-Jean-de-Dieu.
À partir du lac des Trois Pistoles, dans le sud-ouest, la rivière des Trois Pistoles coule vers le sud-ouest.
La rivière Ashberish délimite le sud-ouest de la municipalité et coule vers l'ouest. 
À partir du lac Saint-Jean, dans le nord-est, la rivière Sisime des Aigles coule vers le sud-est.
La rivière Boisbouscache traverse la pointe nord-est de la municipalité vers l'ouest.
Le territoire de Sainte-Rita comprend plusieurs lacs, dont le lac des Îlets, et plusieurs ruisseaux, incluant le ruisseau Noir et le ruisseau Saint-Jean Nord.

## Démographie

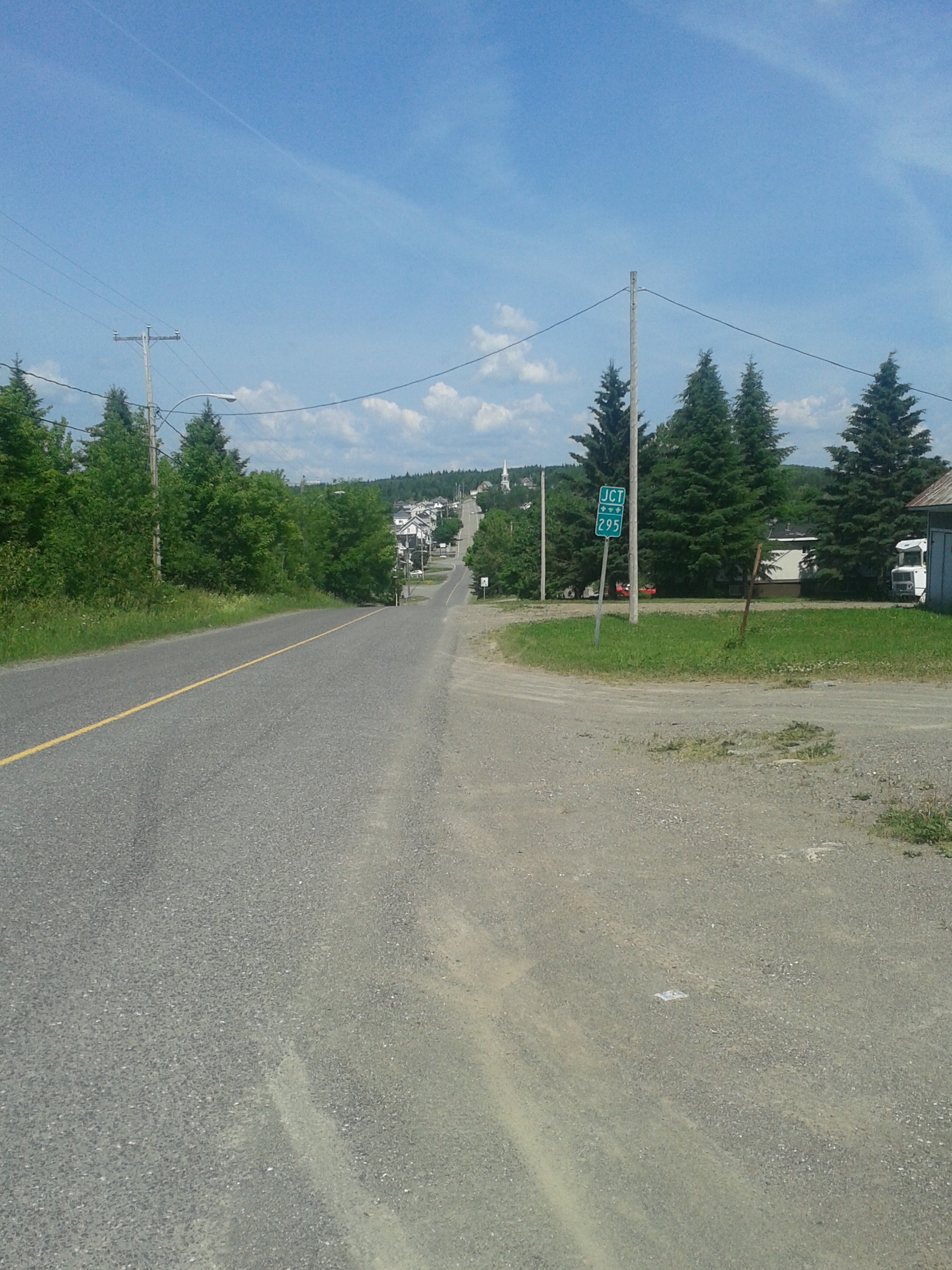
Vue de Sainte-Rita en arrivant de Saint-Cyprien.

| 1951  | 1956  | 1961  | 1966 | 1971 |
| ----- | ----- | ----- | ---- | ---- |
| 1 027 | 1 076 | 1 000 | 947  | 680  |

| 1976 | 1981 | 1986 | 1991 | 1996 |
| ---- | ---- | ---- | ---- | ---- |
| 577  | 516  | 462  | 402  | 387  |

| 2001 | 2006 | 2011 | 2016 | 2021 |
| ---- | ---- | ---- | ---- | ---- |
| 388  | 355  | 313  | 307  | 303  |

## Économie
Les principales activités économiques de Sainte-Rita sont l'industrie forestière et la villégiature.

## Administration
Les élections municipales se font en bloc pour le maire et les six conseillers.
| Sainte-Rita Maires depuis 2001                                                                                        |                    |                                                      |          |
| Élection | Maire              | Qualité                                              | Résultat |
| 2001 | Lorraine Malenfant |                                                      | Voir     |
| 2005 | Alain St-Pierre    |                                                      | Voir     |
| 2008 | Francine Ouellet   | Tutelle de la Commission municipale (août-oct. 2011) | Voir     |
| 2009 | Francine Ouellet   | Tutelle de la Commission municipale (août-oct. 2011) | Voir     |
| 2012 | Michel Colpron     | Conseiller municipal (2009-2012)                     | Voir     |
| 2013 | Michel Colpron     | Conseiller municipal (2009-2012)                     | Voir     |
| 2017 | Michel Colpron     | Conseiller municipal (2009-2012)                     | Voir     |
| 2021 | Michel Colpron     | Conseiller municipal (2009-2012)                     | Voir     |
| Élection partielle en italique Depuis 2005, les élections sont simultanées dans toutes les municipalités québécoises. |                    |                                                      |          |

## Économie
Les Ritois peuvent compter sur la présence de plusieurs scieries ainsi que sur les attraits qu'exerce le lac Saint-Jean auprès des villégiateurs.